# Mikito Tachizaki
Mikito Tachizaki (ur. 17 maja 1988 w Towadzie) – japoński biathlonista, uczestnik igrzysk olimpijskich i mistrzostw świata.

## Osiągnięcia

### Igrzyska olimpijskie
| Rok  | Miejscowość | Konkurencje | Konkurencje | Konkurencje | Konkurencje | Konkurencje | Konkurencje | Konkurencje |
| Rok  | Miejscowość | IN          | SP          | PU          | MS          | RL          | MR          | SR          |
| ---- | ----------- | ----------- | ----------- | ----------- | ----------- | ----------- | ----------- | ----------- |
| 2018 | Pyeongchang | 64.         | 84.         | nd.         | nd.         | nd.         | nd.         | nd.         |

### Mistrzostwa świata
| Rok  | Miejscowość | Konkurencje | Konkurencje | Konkurencje | Konkurencje | Konkurencje | Konkurencje | Konkurencje |
| Rok  | Miejscowość | IN          | SP          | PU          | MS          | RL          | MR          | SR          |
| ---- | ----------- | ----------- | ----------- | ----------- | ----------- | ----------- | ----------- | ----------- |
| 2012 | Ruhpolding  | nd.         | 92.         | nd.         | nd.         | nd.         | nd.         | nd.         |
| 2015 | Kontiolahti | 106.        | 80.         | nd.         | nd.         | 21.         | 21.         | nd.         |
| 2016 | Oslo        | 72.         | 68.         | nd.         | nd.         | 22.         | 19.         | nd.         |
| 2017 | Hochfilzen  | 74.         | 67.         | nd.         | nd.         | 15.         | 15.         | nd.         |
| 2019 | Östersund   | nd.         | 60.         | 55.         | nd.         | 20.         | nd.         | 17.         |
| 2020 | Anterselva  | 45.         | 82.         | nd.         | nd.         | 20.         | 20.         | 13.         |
| 2021 | Pokljuka    | nd.         | nd.         | nd.         | nd.         | 18.         | 20.         | 18.         |
| 2023 | Oberhof     | 62.         | 62.         | nd.         | nd.         | 21.         | 19.         | 22.         |
| 2024 | Nové Město  | 56.         | 66.         | nd.         | nd.         | nd.         | 24.         | 26.         |

### Mistrzostwa Europy
| Rok  | Miejscowość | Konkurencje | Konkurencje | Konkurencje | Konkurencje | Konkurencje | Konkurencje | Konkurencje |
| Rok  | Miejscowość | IN          | SP          | PU          | MS          | RL          | MR          | SR          |
| ---- | ----------- | ----------- | ----------- | ----------- | ----------- | ----------- | ----------- | ----------- |
| 2018 | Ridnaun     | 30.         | 39.         | 39.         | nd.         | nd.         | nd.         | nd.         |

### Puchar Świata

#### Miejsca w klasyfikacji generalnej
| Sezon     | Miejsce           |
| --------- | ----------------- |
| 2011/2012 | -                 |
| 2012/2013 | -                 |
| 2013/2014 | -                 |
| 2014/2015 | -                 |
| 2015/2016 | -                 |
| 2016/2017 | -                 |
| 2017/2018 | 89.               |
| 2018/2019 | 83.               |
| 2019/2020 | niesklasyfikowany |
| 2020/2021 | niesklasyfikowany |
| 2021/2022 | niesklasyfikowany |
| 2022/2023 | 61.               |
| 2023/2024 | niesklasyfikowany |
| 2024/2025 | niesklasyfikowany |